# Bert Bos
Bert Bos és un científic de la computació neerlandès, reconegut especialment com d'un dels autors de la primera especificació de fulls d'estil en cascada.

## Trajectòria professional
Bert Bos va estudiar matemàtiques a la Universitat de Groningen als Països Baixos entre 1982 i 1987 i es va doctorar el 1993 presentant una tesi sobre desenvolupament ràpid de interfícies d'usuaris utilitzant el llenguatge de guió Gist.
El 1994, Bert treballava en el desenvolupament del navegador web Argo,que incloïa el seu propi sistema per aplicar estils a pàgines web conegut com a Stream-based Style Sheet Proposal. Llavors de que Håkon Wium Lie publicara el 10 de octubre de 1994 el primer esborrany de l'especificació de fulls d'estil en cascada (sota el títol Cascading HTML Style Sheets), Bos es va comunicar amb ell interessat a unir forces. Bert Bos i Håkon Wium Lie fan la seva primera presentació conjunta sobre fulles d'estil el 14 d'abril de 1995 a la conferència de World Wide Web a Darmstadt, Alemanya; en aquest moment Bos va demostrar la implementació de fulls d'estil en Argo.
A l'octubre de 1995 s'uneix al World Wide Web Consortium (formant part de la sede del Institut National de Recherche en Informatique et en Automatique a Sophia Antipolis) creant i liderant el grup de treball per a activitats d'internacionalització per assegurar que els formats i protocols definits pel  World Wide Web Consortium  siguin aplicables en tots els idiomes. A finals de 1995 el World Wide Web Consortium va crear un grup dedicat al desenvolupament de HTML (HTML Editorial Review Board) del qual Bos formaria part especialitzant-se en el tema de fulls d'estil.

El 17 de desembre de 1996 va publicar junt amb Håkon Wium Lie la primera especificació de fulls d'estil en cascada.
Bos es va unir com a editor al grup de treball específic per a fulles d'estil (conegut com a Cascading Style Sheets and Formatting Properties Working Group) quan va ser creat al febrer de 1997. Aquest grup s'encarregaria de les següents versions de l'especificació; Bert Bos és un dels editors de les versions 2 y 2.1, además de ser editor de diferentes módulos de la versión 3
Formant part del  World Wide Web Consortium  també ha fet aportacions en HTML i XML.
Actualment lidera el grup de treball dedicat a fulls d'estil i el dedicat a MathML.

## Llibres publicats
- Cascading Style Sheets, designing for the Web, Håkon Wium Lie y Bert Bos, ISBN 0-321-19312-1